# レインボーシックス エクストラクション
レインボーシックス エクストラクション（英語: Tom Clancy's Rainbow Six Extraction）は、フランスのユービーアイソフトから2022年1月20日に発売された、FPS型タクティカルシューターである。
略称は『R6E』。対応プラットフォームはPlayStation 5、PlayStation 4、Windows、Xbox Series X/S、Xbox One。

## 概要
アメリカのロサンゼルスで開催された、E3 2019内の「UBI E3 2019」で、ウォッチドッグス レギオンなどと共に発表された、レインボーシックスシリーズ最新作である。
2021年6月8日、タイトルが「レインボーシックス クアランティン」から「レインボーシックス エクストラクション」に変更したことが発表された。2021年7月17日、発売日を同年9月16日から2022年1月へと延期すると発表し、その後2022年1月20日に発売された。
2023年2月、新コンテンツの開発が終了していた事がユービーアイソフトのDiscordにて明らかになった。しかし、ゲームプレイ自体は引き続き可能であり、不具合の報告や各種のサポートも引き続き対応するとしている。

## ゲームの内容
本作は従来のレインボーシックスシリーズとは違い、メインはテロリストとの戦闘ではなく、Archaeans（アーキーアンズ）と呼ばれるエイリアンとの戦闘となっており、最大3人の協力型（PvE）となっている。また、「エクストラクション」=「脱出」が本作の最重要ポイントとなっている。

## 「シージ」との関連
前作にあたる『レインボーシックス シージ』では、過去に感染者の排除や感染源である寄生虫の根を破壊する「アウトブレイク」という、期間限定のCo-opモードイベントを開催しており、本作の設定はその続編となっている。そのため、オペレーターは全て同作からの登場人物が数多く登場している。